# Matte Kudasai
«Matte Kudasai» (Japonés: 待ってください, lit. “Espera, por favor”) es una canción de la banda británica King Crimson. Fue publicada el 11 de noviembre de 1981 como el sencillo principal de Discipline.

## Antecedentes
«Matte Kudasai» evolucionó a partir de un riff de guitarra tocado por Robert Fripp durante los ensayos de la gira de 1980 para la banda de new wave de corta duración de Fripp, The League of Gentlemen. Ese riff, a su vez, tenía similitudes con la canción de Fripp «North Star», que había aparecido en su álbum Exposure de 1979 (con voz y letra de Daryl Hall). The League of Gentlemen practicó tocando con Fripp; la grabación del ensayo fue publicada más tarde en línea por el archivista de Discipline Global Mobile Alex R. “Stormy” Mundy, quien apodó la canción resultante «Northa Kudasai» para reflejar su estado intermedio.

## Versión alternativa
Para la remasterización de Discipline de Definitive Edition de 1989, la canción fue remezclada para eliminar las partes de electrónicas de Fripper que salpicaban la versión original de 1981. Mientras tanto, las ediciones del 30.° y 35.° aniversario contienen ambas mezclas de la canción: la versión de 1989 se mantiene como pista tres, mientras que la versión de 1981 (subtitulada como “Alternative Version”) aparece al final del álbum como pista adicional.

## Créditos y personal
Créditos adaptados desde las notas de álbum de Discipline.
King Crimson
- Robert Fripp – sintetizador de guitarra Roland GR-300
- Adrian Belew – guitarra eléctrica, voz principal
- Tony Levin – Music Man StingRay
- Bill Bruford – batería

Personal técnico
- King Crimson – productor
- Rhett Davies – productor
- Nigel Mills – ingeniero asistente
- Graham Davies – equipo